# Меримский, Виктор Аркадьевич
Ви́ктор Аркадьевич Мери́мский (15 февраля 1919 — 6 мая 2003,  Москва) — советский военачальник, генерал-полковник (25.04.1975). Участник Советско-финской войны, Великой Отечественной войны и Афганской войны. Заместитель Главнокомандующего Сухопутными войсками по боевой подготовке — начальник Главного управления боевой подготовки Сухопутных войск (1985—1988).

## Биография
Родился в Никополе Екатеринославской губернии Украинской ССР, в еврейской семье. Его отец в царское время работал маклером и занимался зерновыми сделками. Окончил 8 классов средней школы в Никополе в 1935 году, два курса авиационного техникума в Запорожье в 1937 году.
На службе в Красной Армии с сентября 1937 года. Был зачислен курсантом в Горьковское бронетанковое училище имени т. Сталина (в 1938 году училище переведено в Харьков и стало именоваться Харьковским бронетанковым училищем). Окончил училище в 1939 году. Направлен на службу командиром взвода 52-й отдельной легко-танковой бригады Харьковского военного округа.
Участвовал в Советско-финской войне с декабря 1939 года, когда был назначен командиром взвода 64-го отдельного танкового полка 7-й армии. После прекращения боевых действий вернулся в ту же танковую бригаду в Харьковский ВО, где был командиром взвода 247-го отдельного танкового батальона, исполняющим обязанности командира роты 298-го отдельного танкового батальона. С апреля 1941 года — командир роты тяжелых танков, затем помощник начальника 1-й части штаба 100-го танкового полка 50-й танковой дивизии. Член ВКП(б) с 1940 года.
Участвовал в Великой Отечественной войне с 26 июня 1941 года, командир танковой роты в той же дивизии, которая была передана в состав 21-й армии и участвовала в Смоленском оборонительном сражении. В бою 17 июля 1941 года был ранен, но остался в строю. С сентября 1941 года — заместитель командира танкового батальона и врид командира танкового батальона 150-й танковой бригады Брянского фронта.
С июля 1942 года майор занимал должности старшего помощника начальника и начальника оперативного отдела штаба 17-го танкового корпуса на Воронежском и Юго-Западном фронтах. Меримский участвовал в разработке операций, которые 17-й ТК (позже преобразованный в 4-й гв. танковый корпус) проводил на Донбассе, на Курской дуге и на Украине.
С мая 1944 года был старшим помощником начальника оперативного отдела штаба 4-го гвардейского танкового корпуса. После тяжелого ранения с января по март 1945 года находился в эвакогоспитале в Харькове, а после излечения получил назначение на тыловую должность начальника отдела боевой подготовки Управления командующего бронетанковыми и механизированными войсками Харьковского военного округа. Но в самом конце войны вернулся на фронт и окончание Великой Отечественной войны подполковник Меримский встретил в должности начальника штаба 3-й гвардейской мотострелковой Ямпольской Краснознамённой, орденов Суворова, Кутузова бригады 4-го гвардейского танкового Кантемировского корпуса 5-й гвардейской армии 1-го Украинского фронта.
На фронте был награждён двумя орденами Красной Звезды (31.12.1942, 20.02.1943), орденом Красного Знамени (5.05.1944), орденом Отечественной войны 1-й степени (18.02.1944).
В послевоенное время продолжил службу в Советской армии. С сентября 1945 по сентябрь 1946 года служил начальником штаба 3-го мотострелкового полка 4-й гвардейской Кантемировской танковой дивизии, а затем его направили на учёбу в академию. Окончил Военную академию бронетанковых и механизированных войск СА им. И. В. Сталина в 1951 году. С апреля 1951 года — командир 103-го механизированного полка 32-й гвардейской механизированной дивизии 8-й механизированной армии в Киевском военном округе. С ноября 1951 года — командир 10-го танкового полка 14-й гвардейской механизированной дивизии Группы Советских оккупационных войск в Германии (Йютербог). С февраля 1953 года проходил службу в Управлении боевой и физической подготовки ГСВГ: начальник отдела бронетанковых и механизированных войск, заместитель начальника Управления, заместитель начальника Управления по бронетанковым войскам. С декабря 1954 по октябрь 1957 года — командир 14-й гвардейской механизированной дивизии в ГСВГ (в апреле 1957 года переформирована в 14-ю гвардейскую мотострелковую дивизию).
Окончил Военную академию Генерального штаба ВС СССР в 1959 году. В октября 1959 года — первый заместитель и заместитель начальника Управления боевой подготовки Киевского военного округа. С апреля 1962 года служил начальником штаба 5-й гвардейской танковой армии в Белорусском военном округе, с сентября 1963 года — начальник штаба — первый заместитель командующего 5-й гвардейской танковой армией. С июля 1964 года — начальник управления боевой подготовки и военно-учебных заведений штаба Прикарпатского военного округа.
С января 1967 года — командующий 8-й танковой армией Прикарпатского военного округа. В 1968 году участвовал в операции «Дунай» по вводу советских войск в Чехословакию в этой должности. С декабря 1969 года — первый заместитель командующего войсками Дальневосточного военного округа. С июня 1974 по апрель 1985 года — заместитель начальника Главного управления боевой подготовки Сухопутных войск.
С августа по ноябрь 1979 года по приказу Министра обороны СССР генерал-лейтенант Меримский в составе рабочей комиссии под руководством генерала армии Павловского И. Г. находился в Афганистане с целью изучения политической обстановки и всесторонней оценки состояния правительственных войск ДРА:

В этой связи очень убедителен генерал-полковник Меримский В. А.. Его как-то незаслуженно подзабыли, а ведь он более 4-х лет являлся одним из руководителей оперативной группы МО СССР. Он и до ввода войск в течение нескольких месяцев 1979 г. в составе группы Главкома Сухопутных войск генерала армии И. Павловского объездил практически все гарнизоны, армейские корпуса, дивизии и части афганских войск и великолепно владел информацией от самых низов до министерства обороны ДРА. Он знал лично и часто встречался с Тараки, Амином, а позже и Кармалем, давая чёткие, с глубоким знанием дела оценки обстановки, а также меткие характеристики всем троим лидерам ДРА.— Из книги "Мой Афганистан". Олег Брылев
По совместной оценке, данной Павловским и Меримским Политбюро ЦК КПСС, ввод советских войск в Афганистан был указан как нецелесообразный.
По решению руководства ВС СССР приступил к контролю над развёртыванием соединений и воинских частей, готовящихся ко вводу в Афганистан и приведению их к боевой готовности.
С 1979 по 1984 год – заместитель начальника Оперативной группы Министерства обороны СССР в ДРА (с оставлением в прежней должности). Нёс ответственность за подготовку и руководство боевыми действиями частей и подразделений ОКСВА и правительственных войск ДРА.
Деятельность Меримского по планированию и руководству боевыми действиями вызывала неоднозначное отношение к нему со стороны подчинённых. С одной стороны, Меримский определённо внёс большой вклад в приведение 40-й армии к боевой готовности. С другой стороны, некоторые ошибки в планировании первых боевых действий в ходе Афганской войны привели к неоправданным большим потерям советских военнослужащих. Подобными событиями, которые произошли в ходе боевых действий под управлением Меримского, являлись бой у кишлака Шигал подразделений 103-й воздушно-десантной дивизии и бой у кишлака Хара подразделений 66-й отдельной мотострелковой бригады. По воспоминаниям Александра Лебедя, офицеры и солдаты ОКСВА  окрестили Меримского «седая смерть».
С апреля 1985 по апрель 1988 года заместитель Главнокомандующего Сухопутными войсками по боевой подготовке — начальник Главного управления боевой подготовки Сухопутных войск.
В мае 1988 года уволен в отставку. Жил в Москве. Умер в 2003 году. Похоронен на Троекуровском кладбище.

## Научные труды
Активно занимался вопросами, связанными с обновлением программы обучения военнослужащих сухопутных войск в связи с возникшими требованиями современности и опытом полученным в Афганской войне. Для него стала очевидной необходимость кардинального пересмотра устоявшегося десятилетиями послевоенного периода комплекса боевой подготовки сухопутных войск, а также необходимости обучения офицеров по правильной организации функционирования воинских частей вне рамок положений, описанных в общевоинских уставах и служебных инструкциях.
В 1987 году под редакцией Меримского были изданы следующие учебные пособия:
- «Тактическая подготовка мотострелковых и танковых подразделений»[12];
- «Подготовка снайперов. Учебно-методическое пособие»[13];
- «Справочник сержанта мотострелковых (танковых) войск»[14].

В 1988 году под редакцией Меримского выпускается полноценное учебное пособие для командиров воинских частей:«Командир полка». Данный труд вобрал в себя весь опыт военного строительства и методы рационального управления войсками. В нём Меримский дал подробные рекомендации командирам частей по многим аспектам управления воинской частью в мирное и военное время, таким как:
- выстраивание взаимоотношений с подчинёнными;
- укрепление дисциплины и сплочение воинского коллектива;
- ведение хозяйства воинской части;
- создание финансовой дисциплины;
- работа с офицерским составом;
- и многое другое.

В том же 1988 году под руководством Меримского выходит учебное пособие для военнослужащих сухопутных войск:«Приемы и способы действий солдата в бою». В данном произведении были обобщены тактические приёмы из опыта, полученного при ведении боевых действий в Афганистане, и подробно расписаны рекомендации, которые ранее не входили в программу тактической подготовки военнослужащих сухопутных войск ВС СССР. К примеру:
- действия военнослужащих по обнаружению и обезвреживанию мин-ловушек;
- тактические приёмы боя в городских условиях;
- тактические приёмы при штурме зданий;
- тактические приёмы в бою в горной местности и преодоление препятствий в горах.

## Мемуары
Также Меримским были написаны мемуары посвящённые событиям Афганской войны:
- В погоне за «Львом Панджшер«». — М., 1993.
- Загадки афганской войны. — М., 1993. — ISBN 5953315694[17]
- Кабул — Москва. Война по заказу // Военно-исторический журнал. — 1993. — № 10—12; 1994. — № 1.
- В боях с моджахедами // Военно-исторический журнал. — 1994. — № 8.

## Награды
- Орден Ленина,
- Два ордена Октябрьской революции (1974, 1982),
- Два ордена Красного Знамени (1944, 1968),
- Два ордена Отечественной войны I степени (1944, 1985)),
- Три ордена Красной Звезды (1942, 1943, 1952),
- Орден «За службу Родине в Вооружённых Силах СССР» III степени (1988),
- Медали СССР,

Награды иностранных государств
- Два ордена Красного Знамени (ЧССР, 5.05.1975, 1985)
- Два ордена Красного Знамени (Афганистан, 1982, 13.09.1984)
- Медаль «Военная доблесть» (Румыния, 31.05.1985)
- Медаль «30 лет освобождения Чехословакии Советской Армией» (ЧССР)
- Медаль «В память 20-летия Словацкого восстания 1944 года» (ЧССР)
- Медаль «40 лет освобождения Чехословакии Советской Армией» (ЧССР, 1985)
- Медаль «30-я годовщина Революционных Вооружённых сил Кубы» (Куба, 24.11.1986)
- Медаль «50 лет Монгольской Народной Армии» (МНР, 15.03.1971)
- Медаль «50 лет Монгольской Народной Революции» (МНР, 16.12.1971)
- Медаль «30 лет Победы над милитаристской Японией» (МНР, 8.01.1976)
- Медаль «60 лет Вооружённым силам МНР» (МНР, 29.12.1981)
- Медаль «30 лет Болгарской народной армии» (Болгария, 14.09.1974)

## Воинские звания
- лейтенант (1939)
- старший лейтенант (??.11.1941)
- капитан (27.03.1942)
- майор (4.10.1942)
- подполковник (13.04.1944)
- полковник (?)
- генерал-майор танковых войск (8.08.1955)
- генерал-лейтенант (16.06.1965)
- генерал-полковник (25.04.1975)